# 王晉讓
王晉讓（1905年—1996年），字遜甫，河南省徐堡鎮人，台灣著名武術家，將趙堡忽靈架傳至台灣，是台灣趙堡太極拳的代表人物之一。

## 生平
王晉讓21歲時，在河南師範學校唸書，因為曾遭逢盜匪，險遭不測。家中長輩為了讓他可以防身，於是聘請忽雷架第三代傳人陳應德至家中教拳，所傳的，名為太極拳小架（原王公稱陳家小架，後由於弟子訪中國內地後，改名稱趙堡太極拳忽靈架），是由陳青萍傳李景延，李景延傳楊虎（字書文），楊虎傳陳應德，又稱「活步方圓架」、「忽靈架」、「忽雷架」，與陳有本所傳的陳氏太極拳小架不同。王晉讓天資極佳，又肯苦練，每日必練二十餘趟拳，三年如一日，師叔謝功績與師祖楊書文極為欣賞他，經常從旁指點，因此養成了他深厚的功力。到民國17年（西元1928年），地方紅槍會作亂，治安不良，盜匪甚多，陳應德無法前來教拳，於是中斷了學拳。民國22年（西元1933年），王晉讓到了鞏縣，經友人介紹，進入兵工廠工作，遂定居鞏縣。
民國38年（西元1949年），因戰亂，隨國民政府撤退到台灣，寓居高雄，平日仍然練拳不倦，但自謙學藝不精，所以不願教授徒弟。民國53年（西元1964年）退休後，為不使此拳失傳，於是開始在家中客廳教學授徒, 教拳三十二年, 三十二位門下弟子。台灣傳承陳氏太極，著名的六老，為杜毓澤、王鶴林、潘詠周、王夢弼、郭青山與王晉讓，對於台灣傳統武術的發展有著深遠的影響。
民國85年（西元1996年）七月十一日，王晉讓以九十二高齡無病仙逝於高市寓所。

## 拳術風格
⒈王晉讓所傳，稱為趙堡忽靈架或忽雷架，因為居住地的關係，主要傳播於台灣高雄地區。
⒉講究「筋骨要鬆、皮毛要攻、丹田要轉」王晉讓所演示拳架，招招式式均發之丹田，鬆活彈抖，勁發瞬間。推手活變，有「望之彌高，俯之彌深，顧之在前，忽焉在後」之感。
⒊忽靈架動則發勁，勢勢鬆彈，圈小而脆快。在最初練習時先求全身大開大合，慢而求全身圈整，熟練後，圈自然收小，快而緊湊，圈圈勢勢能發，甚至一個圈中內含數個勁道。符合「先求開展後求緊湊」的要求。
⒋忽靈架與其他太極拳最大的不同在其忽領(靈)勁與發勁「活發」，因為忽領勁，身忽然靈動，勁發於瞬間，故能制敵於意想不到處；又保留「活發」的發勁方式， 步隨身換，於活步推手時最能體現拳經拳論的特點。

## 弟子
他的弟子有陳逸民、郭冬寶、蕭治傅、蕭啟財、鄭國輝、吳麒紳、顏義宗等人。

## 外部連結
- 王宗師晉讓
- 中華武當趙堡太極拳總會 （页面存档备份，存于）
- 王晉讓體系郭冬寶 （页面存档备份，存于）
- 王晉讓體系吳麒紳
- 王晉讓體系鄭國輝
- 王公晉讓蒐錄行功心解 （页面存档备份，存于）

## 參看
- 王公晉讓在台傳承忽雷架太極拳的歷程事實 （页面存档备份，存于）
- 武術
- 拳術發展歷史
- 趙堡太極拳
- 太極拳
- 太極